# باشگاه والیبال ابومسلم خراسان
باشگاه والیبال ابومسلم خراسان یک باشگاه والیبال ایرانی بود. این باشگاه که ریشه تأسیس آن به سال ۱۳۴۹ بر می‌گردد در لیگ برتر والیبال ایران ۱۳۷۹ به مقام سومی دست یافت. ابومسلم بار دیگر در سال ۱۳۸۹ به سوپر لیگ ایران صعود کرد و دو سال بعد این تیم به دلیل مشکلات مالی به همراه تیم فوتبال باشگاه منحل شد.